# Julius Caldeen Gunter

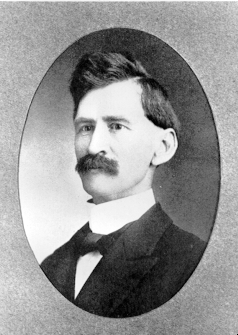
Julius Caldeen Gunter

Julius Caldeen Gunter (* 31. Oktober 1858 in Fayetteville, Arkansas; † 26. Oktober 1940 in Denver, Colorado) war ein US-amerikanischer Jurist und Politiker und von 1917 bis 1919 der 20. Gouverneur des Bundesstaates Colorado.

## Frühe Jahre und politischer Aufstieg
Julius Gunter besuchte bis 1879 die University of Virginia. Nach einem anschließenden Jurastudium begann er eine juristische Laufbahn. Zwischen 1889 und 1895 war er Mitglied des dritten Bezirksgerichts in Colorado und von 1901 bis 1905 an einem Berufungsgericht tätig. Dann war er zwischen 1905 und 1907 Richter am Colorado Supreme Court. Am 7. November 1916 wurde er als Kandidat der Demokratischen Partei zum neuen Gouverneur seines Staates gewählt, wobei er sich mit 53:41 Prozent der Stimmen gegen den republikanischen Amtsinhaber George Alfred Carlson durchsetzte.

## Gouverneur von Colorado
Gunter trat sein neues Amt am 9. Januar 1917 an. Seine zweijährige Amtszeit war von den Ereignissen des Ersten Weltkrieges geprägt, an dem die Vereinigten Staaten seit April 1917 teilnahmen. Die Wirtschaft musste wie überall in den USA auf Rüstungsproduktion umgestellt werden. Soldaten mussten gemustert und den Streitkräften zur Verfügung gestellt werden. Damals wurde auch eine neue, sogenannte Home Guard gegründet, die die Aufgaben der zum Militär eingezogenen Nationalgarde übernahm. Auch ein Verteidigungsrat und ein Kriegsausschuss entstanden damals, in denen die durch den Krieg entstandenen Fragen diskutiert wurden. Der Gouverneur kümmerte sich in persönlichen Briefen um die Familien der im Krieg gefallenen Soldaten. Damals wurde in Denver auch ein Militärhospital erbaut.
Gunters Amtszeit endete am 14. Januar 1919, nur wenige Wochen nach dem Ende des Krieges in Europa. Er lehnte eine erneute Berufung an den Obersten Gerichtshof seines Staates ab und zog sich aus der Politik zurück. Julius Gunter starb im Oktober 1940. Er war mit Elizabeth Brown verheiratet.